# Being as an Ocean
Being as an Ocean is een melodieuze hardcoreband afkomstig uit Alpine, Californië.

## Biografie
De band werd opgericht in 2011 en heette oorspronkelijk Vanguard. Nadat de band onder deze naam een eerste demo had uitgebracht, werd de naam echter veranderd naar Being as an Ocean. Hun debuutalbum  Dear G-d... verscheen op 23 oktober 2012 en was kort na oprichting volledig door gitarist Tyler Ross. In 2013 verlieten Shad Hamawe en Jacob Prest de band vanwege het intensieve toerschema dat de band er op na hield. Connor Denis en Michael McGough werden gedurende het daaropvolgende jaar aangesteld als vervangers. 
Op 6 mei 2014 verscheen vervolgens het tweede album van de band, How We Both Wondrously Perish. Het album werd opgenomen in de Glow in the Dark Studios te Atlanta. Dit werd op 29 juni 2015 gevolgd door een zelf-getiteld derde album. Die zomer toerde de band ter promotie mee met de Warped Tour. Op 21 november kondigde Connor Dennis aan dat hij de band zou verlaten. 
Begin 2016 kondigde de band aan een contract te hebben getekend bij Equal Vision Records. Aan het einde van dat jaar liet de band weten dat haar vierde album Waiting for Morning to Come zou heten en op 9 juli 2017 uit zou komen. De band haalde deze datum echter niet, zonder dat de band en label daar een verklaring over gaven. Op 14 augustus bracht Tyler Ross naar buiten de rechten voor het album verkregen te hebben en dat de band het album onafhankelijk zou gaan uitbrengen. 
Op 4 november 2018 kondigde de band gedurende de Impericon Never Say Die! bij monde van Michael McGough aan dat de band reeds een nieuw album had opgenomen. Het vijfde studioalbum van de band, Proxy: An A.N.I.M.O. Story geheten, verscheen begin 2019.

## Bezetting
| Huidige leden - Joel Quartuccio – leidende vocalen (2011–heden) - Tyler Ross – leidende gitaar (2011–2021) - Ralph Sica – bas (2011–2021) - Michael McGough – slaggitaar, vocalen (2013–heden) - Garrett Harney – drums (2018–heden) | Voormalige leden - Shad Hamawe – drums, percussie (2011–2013) - Jacob Prest – slagitaar, vocalen (2011–2013) - Connor Denis – drums, percussie (2013–2015, Later drummer voor Beartooth) |

Tijdlijn

## Discografie

### Albums
- Dear G–d… (2012)
- How We Both Wondrously Perish (2014)
- Being as an Ocean (2015)
- Waiting for the Morning to Come (2017)
- Proxy: An A.N.I.M.O. Story (2019)